# Asperula xylorrhiza
Asperula xylorrhiza là một loài thực vật có hoa trong họ Thiến thảo. Loài này được Nábelek mô tả khoa học đầu tiên năm 1923.